# Ilona Duczyńska
Helene Marie „Ilona“ Duczyńska (geboren 11. März 1897 in Maria Enzersdorf, Österreich-Ungarn; gestorben 24. April 1978 in Pickering, Ontario, Kanada) war eine ungarisch-kanadische Widerstandskämpferin, Journalistin, Übersetzerin und Historikerin.
Mit ihrem Ehemann, dem ungarisch-österreichischen Wirtschaftshistoriker und Wirtschafts- und Sozialwissenschaftler Karl Polanyi, hatte sie eine Tochter, die kanadische Wirtschaftswissenschaftlerin Kari Polanyi-Levitt (* 1923).
Nach ihrer Heirat mit Karl Polanyi nahm sie dessen Familiennamen an und war teilweise auch unter dem Namen Ilona Polanyi bekannt. Während ihrer Zeit in Wien trug sie auch das Pseudonym Anna Novotny.

## Leben
Ilona Duczyńska wurde am 11. März 1897 als Tochter des aus einer adeligen polnischen Militärfamilie stammenden Alfred Justus Ritter von Duczynski († 1907 in den USA) und einer ungarischen Mutter in der niederösterreichischen Gemeinde Maria Enzersdorf, einer Gemeinde im Süden Wiens, geboren. Die Vorfahren ihres Vaters emigrierten in der ersten Hälfte des 19. Jahrhunderts nach Österreich und waren teilweise bei der Niederschlagung der Ungarn in der Ungarischen Revolution 1848/49 beteiligt. Der Vater war vor allem als Funktionär bei der Eisenbahn aktiv, versuchte sich jedoch auch als Erfinder, mit einer besonderen Affinität für Luftfahrzeug. Schon in jungen Jahren brachte er auch seiner Tochter seine Vorliebe für das Fliegen näher, was regelmäßige Besuche im 1918 eröffneten Technischen Museum Wien zeigen. Aus der Familie mütterlicherseits stammt unter anderem der Dichter Ferenc Békássy.
Nachdem Ilona Duczyńska Ende des Jahres 1914 als Kriegsgegnerin aus dem Lyzeum ausgeschieden war und im darauffolgenden Sommer 1915 die Externistenmatura nachholte, wurde sie noch im gleichen Jahr mit dem ungarischen Widerstandskämpfer und Anarchosyndikalisten Ervin Szabó bekanntgemacht. Diese schaffte für sie eine Verbindung zum linksintellektuellen Galilei-Kreis (Galilei Kör). Ab Herbst 1915 studierte sie Mathematik und Physik an der ETH Zürich, wo sie sich mit Personen der russischen marxistischen Sozialdemokraten, wie Wladimir Iljitsch Lenin, dessen Ehefrau Nadeschda Konstantinowna Krupskaja oder Angelica Balabanova, anfreundete. Dabei pflegte sie enge Kontakte zu den polnischen und russischen Revolutionären, die unter anderem an der Zimmerwalder Konferenz in der kleinen Schweizer Gemeinde Zimmerwald teilnahmen und eine Neuorganisation der Sozialistischen Internationalen ins Auge fassten. Ihr Studium unterbrach sie jedoch wieder im Jahre 1917 und zog daraufhin nach Wien, wo sie in der Zusammenarbeit mit Franz Koritschoner zu einer formierenden Linksradikalen in Wien und später auch in Budapest wurde.
Ab Herbst 1917 war sie dabei offiziell in der revolutionären Streikbewegung aktiv und wurde beim Januarstreik 1918 verhaftet und im September 1918 zu einer mehrjährigen Gefängnisstrafe verurteilt. Ihre Haft dauerte jedoch nur wenige Wochen, bereits Ende Oktober 1918 wurde sie in der Asternrevolution aus der Gefangenschaft befreit und war bereits im November 1918 an der Mitgründung der Kommunisták Magyarországi Pártja (KMP), der, auf Deutsch übersetzt, Kommunistischen Partei Ungarns (KPU) bzw. Kommunistischen Ungarischen Partei (KUP), beteiligt. Nur eine Woche vor der offiziellen Gründung der Partei heiratete sie am 17. November 1918 den etwa gleichaltrigen Tivadar Sugar, den sie aus dem Galilei-Kreis kannte.
Nach der Bildung der ungarischen Räterepublik arbeitete sie im Jahre 1919 im Auswärtigen Volkskommissariat mit und war im Mai 1919 im inoffiziellen Auftrag in der Schweiz, wo sie als Journalistin im Interesse der Räterepublik tätig war. Hierbei war sie vor allem mit der journalistischen Mitarbeit an der sozialdemokratischen Zeitung Volksrecht in Zürich beschäftigt. Im April des nachfolgenden Jahres arbeitete sie im Kominternapparat in Moskau mit, kam aber bereits im Herbst 1920 nach Wien zurück, wo sie im Auftrag ihrer ungarischen Partei tätig war. Nach ideologischen Auseinandersetzungen wurde sie daraufhin im Jahre 1922 aus ebendieser Partei ausgeschlossen und trat in weiterer Folge der Sozialdemokratische Arbeiterpartei Österreichs (SDAP) bei und gehörte der Redaktion des Österreichischen Volkswirts an. Ebenfalls 1922 ließ sie sich von Tivadar Sugar scheiden und heiratete im darauffolgenden Jahr Karl Polanyi, mit dem sie noch im gleichen Jahr die Tochter Kari bekam. Die Familie lebte unter ärmlichen Bedingungen, da Karl Polanyi sein Gehalt an die zahlreichen Flüchtlinge spendete, von 1924 bis 1933 in der Vorgartenstraße 203 im 2. Wiener Gemeindebezirk.
Nach dem 15. Juli 1927 war sie die führende Vertreterin der Linksopposition und an der Gründung der Zeitung Der linke Sozialdemokrat hauptbeteiligt. Nachdem sie im Jahre 1929 auch bei der SDAP ausgeschlossen worden war, führte sie ihr 1917 abgebrochenes Studium an der Technischen Hochschule Wien bis ins Jahr 1936 fort. Parallel dazu arbeitete sie in der Gruppe Funke unter Leopold Kulcsar und dessen Frau Ilse Barea-Kulcsar und trat nach den Februarkämpfen 1934 der Kommunistischen Partei Österreichs (KPÖ) bei. Weiters war sie an der Mitarbeit im Autonomen Schutzbund sowie am Aufbau einer illegalen Radiogruppe beteiligt. Ab Herbst 1934 trat sie als Redakteurin in Der Sprecher, der Zeitung der Wiener Stadtleitung des Schutzbundes, in Erscheinung, ehe sie ab Anfang 1935 ebenfalls Mitglied der Wiener Stadtleitung war. Ab Mai 1935 war sie Mitglied des fünfköpfigen Büros und trug dabei das Pseudonym Anna Novotny. Im Februar 1936 folgte sie ihrem Gatten, der bereits 1933 nach Großbritannien gegangen war, und ihrer noch jungen Tochter Kari, die im darauffolgenden Jahr nach Großbritannien auswanderte, nach und betrieb der Öffentlichkeitsarbeit für die Opfer von KL-Haft in Österreich. Im Jahre 1937 wurde sie im Zusammenhang mit den Moskauer Prozessen abermals aus einer Partei ausgeschlossen.
Ab 1940 wirkte sie in der britischen Kriegsindustrie mit, wobei sie Berichten zufolge sogar als Pilotin der Royal Air Force im Einsatz gewesen sein soll. Später wurde sie mit dem Titel Fellow of the Royal Aeronautical Society geehrt, wobei sie hauptsächlich am Farnborough Airfield in Farnborough in der Grafschaft Hampshire tätig gewesen sein soll. In den Jahren 1943 bis 1946 wirkte sie an der ungarischen Exilbewegung von Mihály Károlyi mit und wollte im Jahre 1947 selbst in die Vereinigten Staaten ausreisen, hatte dort jedoch, wegen ihrer kommunistischen Vergangenheit, ein Einreiseverbot. Aus diesem Grund ließ sich die Familie in Kanada nieder, wo Duczyńska vor allem mit sozialwissenschaftlicher und historisch publizistischer Arbeit beschäftigt war. Ihren Mann, der im Jahre 1964 starb und der in den USA und in Kanada noch eine erfolgreiche Karriere als Wirtschaftshistoriker, Wirtschafts- und Sozialwissenschaftler und Hochschullehrer hatte, überlebte sie um 14 Jahre. Am 24. April 1978 starb Ilona Duczyńska, die unter anderem Kontakte zur ungarischen Dissidentengruppe, allen voran Ágnes Heller, pflegte, im Alter von 81 Jahren in der am Ontariosee liegenden Stadt Pickering.

## Werke (Auswahl)
- Ilona Duczyńska: Der demokratische Bolschewik. Zur Theorie und Praxis der Gewalt. 1975.
- Ilona Duczyńska: Theodor Körner. Auf Vorposten. Ausgewählte Schriften 1928–1938. 1977.

## Übersetzungen ins Englische (Auswahl)
- Tibor Déry: The Giant. Calder, London 1964.
- Ferenc Juhász: The Boy Changed Into a Stag: Selected Poems, 1949–1967. Oxford University Press, Toronto/New York/London 1970 (zusammen mit Kenneth McRobbie).

### Werke von József Lengyel
- József Lengyel: From beginning to end [and] The spell. Peter Owen Publishers, London 1966.
- József Lengyel: Prenn Drifting. Peter Owen Publishers, London 1966.
- József Lengyel: The Judge’s Chair. Peter Owen Publishers, London 1968.
- József Lengyel: Acta sanctorum, and other tales. Peter Owen Publishers, London 1970.
- József Lengyel: Confrontation. Peter Owen Publishers, London 1973.